# Brankovina
Brankovina ist ein Dorf in der Gemeinde Valjevo, Okrug Kolubara in Serbien. Gemäß der Volkszählung aus dem Jahr 2002 lebten in der Ortschaft 573 Personen.

## Persönlichkeiten
Bekanntheit erreichte Brankovina als Geburtsort von Jakov Nenadović und als Ort, in dem die bekannte serbische Dichterin Desanka Maksimović aufwuchs.
Weiterhin wurde der serbische Schriftsteller Ljubomir Nenadović (1826–1895) hier geboren.